# Mistrzostwa Europy w Lekkoatletyce 1946 – bieg na 5000 m mężczyzn

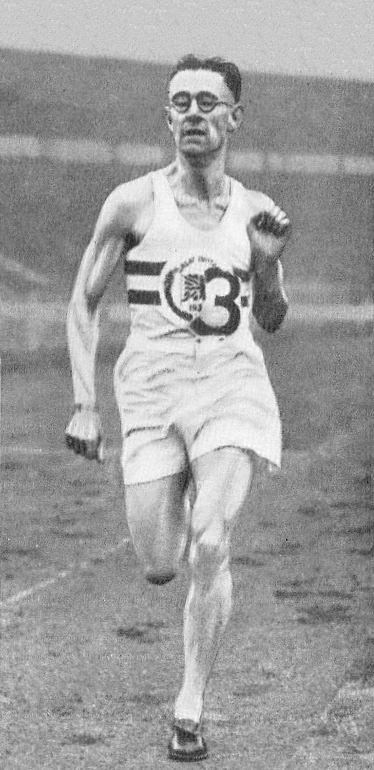
Sydney Wooderson

Bieg na dystansie 5000 metrów mężczyzn był jedną z konkurencji rozgrywanych podczas III Mistrzostw Europy w Oslo. Bieg został rozegrany w piątek, 23 sierpnia 1946 roku. Zwycięzcą tej konkurencji został mistrz Europy z 1938 w biegu na 1500 metrów Brytyjczyk Sydney Wooderson, który uzyskał drugi w historii wynik w biegu na 5000 metrów. W rywalizacji wzięło udział osiemnastu zawodników z dwunastu reprezentacji.

## Rekordy
| Rekord świata     | Gunder Hägg (SWE) | 13:58,2 | Göteborg, Szwecja | 20.09.1942 |
| Rekord Europy     | Gunder Hägg (SWE) | 13:58,2 | Göteborg, Szwecja | 20.09.1942 |
| Rekord mistrzostw | Taisto Mäki (FIN) | 14:26,8 | Paryż, Francja    | 04.09.1938 |

## Wyniki
| Miejsce | Zawodnik             | Czas       |
| ------- | -------------------- | ---------- |
| 1       | Sydney Wooderson     | 14:08,6 CR |
| 2       | Wim Slijkhuis        | 14:14,0    |
| 3       | Evert Nyberg         | 14:23,2    |
| 4       | Viljo Heino          | 14:24,4    |
| 5       | Emil Zátopek         | 14:25,8    |
| 6       | Gaston Reiff         | 14:45,8    |
| 7       | Rikard Greenfort     | 14:46,0    |
| 8       | Raphaël Pujazon      | 14:46,8    |
| 9       | René Breistroffer    | 14:50,4    |
| 10      | Aage Poulsen         | 14:53,6    |
| 11      | Charles Heirendt     | 15:00,6    |
| 12      | Marcel Vandewattyne  | 15:08,0    |
| 13      | András Pataki        | 15:36,6    |
| 14      | Leon Aasbø           | 15:33,8    |
| –       | Åke Durkfeldt        | DNF        |
| –       | Napoleon Dzwonkowski | DNF        |
| –       | Helge Perälä         | DNF        |
| –       | Arnt Røme            | DNF        |